# Mae Salong

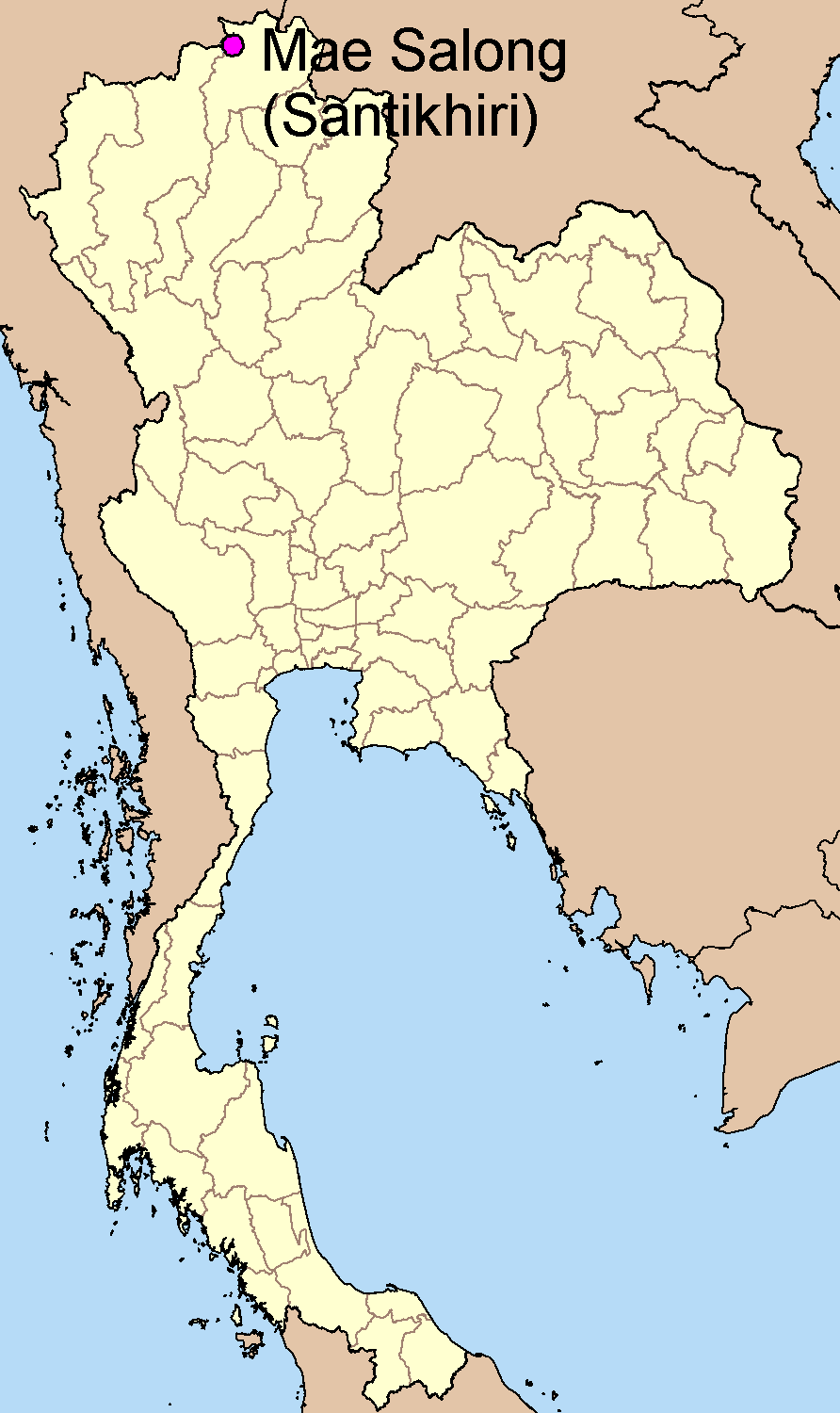
Vị trí của Mae Salong, nằm trên biên giới giữa Myanmar và Thái Lan

Mae Salong (tiếng Thái: แม่สลอง), tên chính thức là Santikhiri (tiếng Thái: สันติคีรี), là một làng trên núi Doi Mae Salong thuộc dãy núi Daen Lao tại vùng núi miền bắc Thái Lan, về hành chính thuộc về huyện Mae Fa Luang, tỉnh Chiang Rai. Khu vực này có cảnh quan và khí hậu giống vùng núi cao, và nổi tiếng vì có các làng dân tộc vùng cao, các vườn trà và hoa anh đào.
Lịch sử ban đầu của làng Mae Salong có trọng tâm là hoạt động buôn bán thuốc phiện Tam giác vàng, liên quan đến các cư dân đặc biệt của khu vực là tàn quân của Quốc quân Trung Hoa Dân Quốc. Khi Nội chiến Trung Quốc kết thúc vào năm 1949, một số tàn quân Quốc dân Đảng từ chối đầu hàng, như trung đoàn 278 thuộc sư đoàn 93 và trung đoàn 709 thuộc sư đoàn 237. Các binh sĩ này thoát khỏi tỉnh Vân Nam đến rừng rậm Miến Điện (nay là Myanmar), sau đó một số binh sĩ di chuyển đến khu vực biên giới của Thái Lan và cuối cùng thành lập một số cộng đồng ở Thái Lan. Những người do tướng Đoàn Hi Văn (Tuan Shi-wen, còn gọi là Chiwan Khamlue) chỉ huy đến định cư tại Mae Salong. Chính phủ Thái Lan cho phép họ ở lại để giúp đỡ chống lại cộng sản trên biên giới Thái Lan. Chính phủ Thái Lan sau đó cấp quyền công dân cho hầu hết những binh sĩ Quốc dân Đảng và gia đình họ.
Các loại cây công nghiệp hiện đã thay thế cây thuốc phiện, đặc biệt là trồng trà, và Mae Salong ngày nay là một điểm thu hút khách du lịch với biệt danh là "Thụy Sĩ thu nhỏ".

## Lịch sử

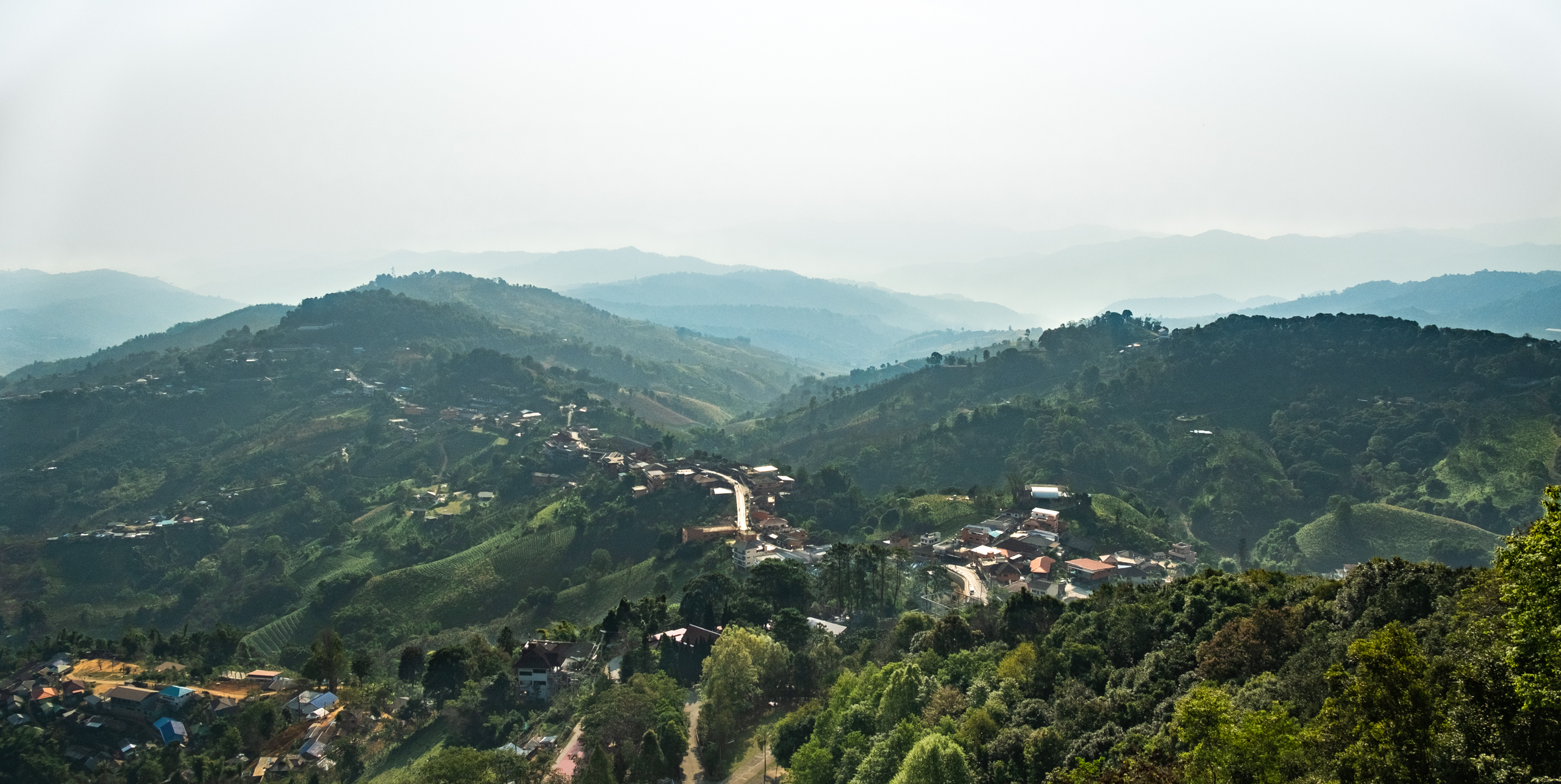
Làng Santikhiri trên núi Doi Mae Salong, tháng 1 năm 2019

Nguồn gốc của cộng đồng Mae Salong bắt nguồn từ cuối Nội chiến Trung Quốc. Vào tháng 10 năm 1949, sau chiến thắng của Đảng Cộng sản của Mao Trạch Đông tại Trung Quốc, quân đội Quốc dân Đảng rút lui về Đài Loan, nhưng Trung đoàn 3 và 5 của Sư đoàn 93 từ chối đầu hàng. Quân cộng sản và quân Quốc dân Đảng vẫn tiếp tục giao tranh ở một số vùng xa xôi của Trung Quốc, bao gồm Vân Nam. Khi quân cộng sản tiến vào thủ phủ Côn Minh vào tháng 1 năm 1950, 12.000 quân thuộc Trung đoàn 3 và 5, do Lý Văn Hoán và Đoàn Hi Văn chỉ huy, đã chiến đấu thoát khỏi Vân Nam và trốn đến rừng rậm Miến Điện.
Người Miến Điện sớm phát hiện ra rằng một đội quân nước ngoài đóng quân trên lãnh thổ của họ và phát động tấn công. Cuộc chiến này kéo dài trong 12 năm, và hàng nghìn binh sĩ Quốc dân Đảng cuối cùng được chuyển Đài Loan. Quân đội Quốc dân Đảng cố gắng không dưới bảy lần trong khoảng thời gian từ năm 1950 đến năm 1952 để chiếm Vân Nam, nhưng bị đẩy lùi vào bang Shan. Chiến tranh Triều Tiên kết thúc vào năm năm 1953 không dẫn đến kết thúc cuộc chiến của Quốc dân Đảng chống lại quân đội cộng sản Trung Quốc và Miến Điện, cuộc chiến này được Hoa Kỳ và Đài Loan hỗ trợ, và sau đó quân Quốc dân Đảng tham gia vào hoạt động buôn bán ma túy ở Tam giác vàng để lấy kinh phí.

### Tị nạn tại Thái Lan
Đến năm 1961, Đoàn Hi Văn dẫn 4.000 quân rời khỏi Miến Điện trong tình trạng đã mệt mỏi vì chiến trận, họ đến một khu ẩn náu trên vùng cao Mae Salong của Thái Lan. Chính phủ Thái Lan cho phép họ ở lại với hy vọng rằng họ sẽ hỗ trợ bảo vệ khu vực chống lại cộng sản xâm nhập. Kết quả là hầu hết cư dân của làng ngày nay là người dân tộc Hoa và là hậu duệ trực tiếp của những người lính Quốc dân Đảng đó. Cùng lúc đó, tướng Lý Văn Hoán của Trung đoàn 3 thành lập sở chỉ huy của mình tại Tham Ngob, phía tây bắc Chiang Mai. Quân đội Quốc dân Đảng được đổi tên thành "Lực lượng phi chính quy Trung Hoa" (CIF) và do lực lượng đặc nhiệm có mật danh là "04" kiểm soát trực tiếp, do chính phủ Thái Lan chỉ huy.
Sau khi các binh sĩ đến Mae Salong, Thái Lan đạt được một thỏa thuận chuyển giao quyền quản lý nhóm này cho chính phủ Thái Lan. Pryath Samanmit từ miền Nam Thái Lan được điều động làm thống đốc Chiang Rai, nhằm giám sát sư đoàn Quốc dân Đảng, nhưng ông bị quân nổi dậy cộng sản giết chết khi đến nhậm chức. Ngay sau đó, sư đoàn Quốc dân Đảng được lệnh hỗ trợ chính phủ Thái Lan chống lại các đội quân đang tiến công ở biên giới phía bắc Thái Lan và mối đe dọa từ Đảng Cộng sản Thái Lan. Những trận chiến ác liệt diễn ra trên vùng núi Doi Laung, Doi Yaw, Doi Phamon và Mae Aabb, và họ đàn áp thành công cuộc nổi dậy của cộng sản. Chiến dịch đẫm máu nhất được phát động vào ngày 10 tháng 12 năm 1970, chiến dịch kéo dài 5 năm và khiến hơn 1.000 người thiệt mạng, nhiều người chết do mìn. Phải đến năm 1982, những người lính mới có thể hạ vũ khí và được giải ngũ để ổn định cuộc sống bình thường tại Mae Salong. Để tưởng thưởng công lao phục vụ này, chính phủ Thái Lan cấp quyền công dân cho hầu hết những người lính Quốc dân Đảng và gia đình họ.
Bất chấp những nỗ lực của chính phủ Thái Lan nhằm sáp nhập đơn vị Quốc dân Đảng và gia đình của họ vào quốc gia Thái Lan, người dân Mae Salong vẫn ưa chuộng tham gia vào hoạt động buôn bán thuốc phiện bất hợp pháp trong nhiều năm, hợp tác với trùm ma túy Khun Sa của Quân đội Thống nhất Shan. Năm 1967, Đoàn Hi Văn nói trong một cuộc phỏng vấn với một nhà báo Anh:
Chúng ta phải tiếp tục chiến đấu chống lại tà ác của chủ nghĩa cộng sản, và để chiến đấu bạn phải có quân đội, và quân đội phải có súng, và để mua súng bạn phải có tiền. Trên những ngọn núi này, nguồn tiền duy nhất là thuốc phiện.— Gen Tuan Shi-wen, Weekend Telegraph (London), 10 March 1967

Theo báo cáo của CIA năm 1971, Mae Salong lúc này là một trong những điểm tinh chế heroin lớn nhất tại Đông Nam Á. Phải đến sau khi quân đội Thái Lan đánh bại và đẩy lui quân Khun Sa  qua biên giới vào Myanmar vào cuối thập niên 1980, chính phủ Thái Lan mới đạt được tiến triển trong việc bình định khu vực này, bao gồm các kế hoạch thay thế cây trồng và đặt cho khu vực này một cái tên mới. Santikhiri có nghĩa là "đồi hòa bình", được chính phủ Thái Lan đặt tên nhằm xoá bỏ hình ảnh một vùng thuốc phiện trọng điểm trước đây. Vua Bhumibol Adulyadej và các thành viên khác của hoàng gia đến thăm khu vực thường xuyên nhằm thể hiện ủng hộ những cựu chiến binh từng chiến đấu vì Thái Lan.

### Mae Salong ngày nay

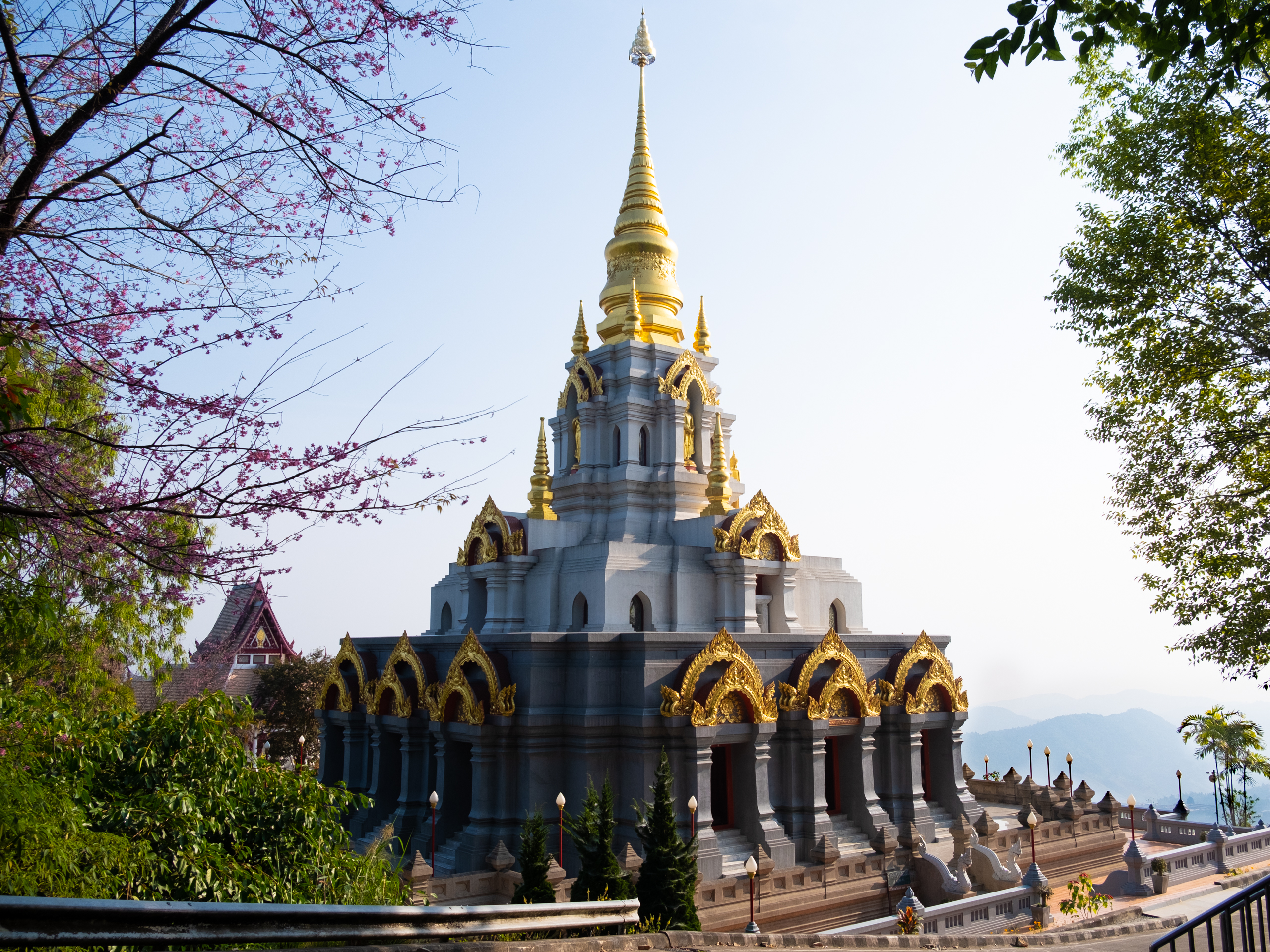
Tháp Phra Boromathat Chedi

Cho đến tận giữa thập niên 1970, người ngoài vẫn bị nghiêm cấm đến Doi Mae Salong. Từ năm 1994, Mae Salong tận dụng lịch sử độc đáo của mình để phát triển thành một điểm thu hút khách du lịch, khu vực có những con phố quanh co và hẹp với nhiều nhà trọ, quán mì và quán trà. Do đó, Mae Salong trở thành một trong những đến hàng đầu tại Thái Lan đối với những du khách ba lô. Những người cựu chiến binh đã ổn định cuộc sống, một số người kết hôn với những cô dâu người Hoa vượt biên sau khi cuộc chiến kết thúc, những người khác thì kết hôn với người Thái địa phương. Những cựu chiến binh tiếp tục cuộc sống yên bình, nhưng vẫn giữ bản sắc Trung Quốc của họ; ngôn ngữ chính vẫn là tiếng Vân Nam. Trong số những người con cháu của họ sinh ra tại địa phương, một số tiếp nhận bản sắc Thái Lan và không còn coi mình là người gốc Hoa nữa.
Các chương trình chuyển đổi cây trồng khuyến khích thành công việc thay thế cây thuốc phiện bằng trồng trà, cà phê, ngô và cây ăn quả. Các vườn cây ăn quả và nhà máy trà được thành lập, tiếp theo là các cơ sở sản xuất rượu hoa quả và thuốc Bắc, các sản phẩm này được ưa chuộng đối với người Thái và khách du lịch từ Trung Quốc, Đài Loan và các cộng đồng người Hoa khác ở Đông Nam Á.
Mae Salong được chọn làm bối cảnh quay phim cho cốt truyện phụ The Fortitude of the Buddha trong bộ phim 3 Needles năm 2005. Mặc dù cốt truyện được cho là lấy bối cảnh Vân Nam, đạo diễn Thom Fitzergald cho rằng có khó khăn trong việc xin phép từ  cơ quan kiểm duyệt nên quyết định quay phân đoạn này ở Mae Salong.

## Địa lý

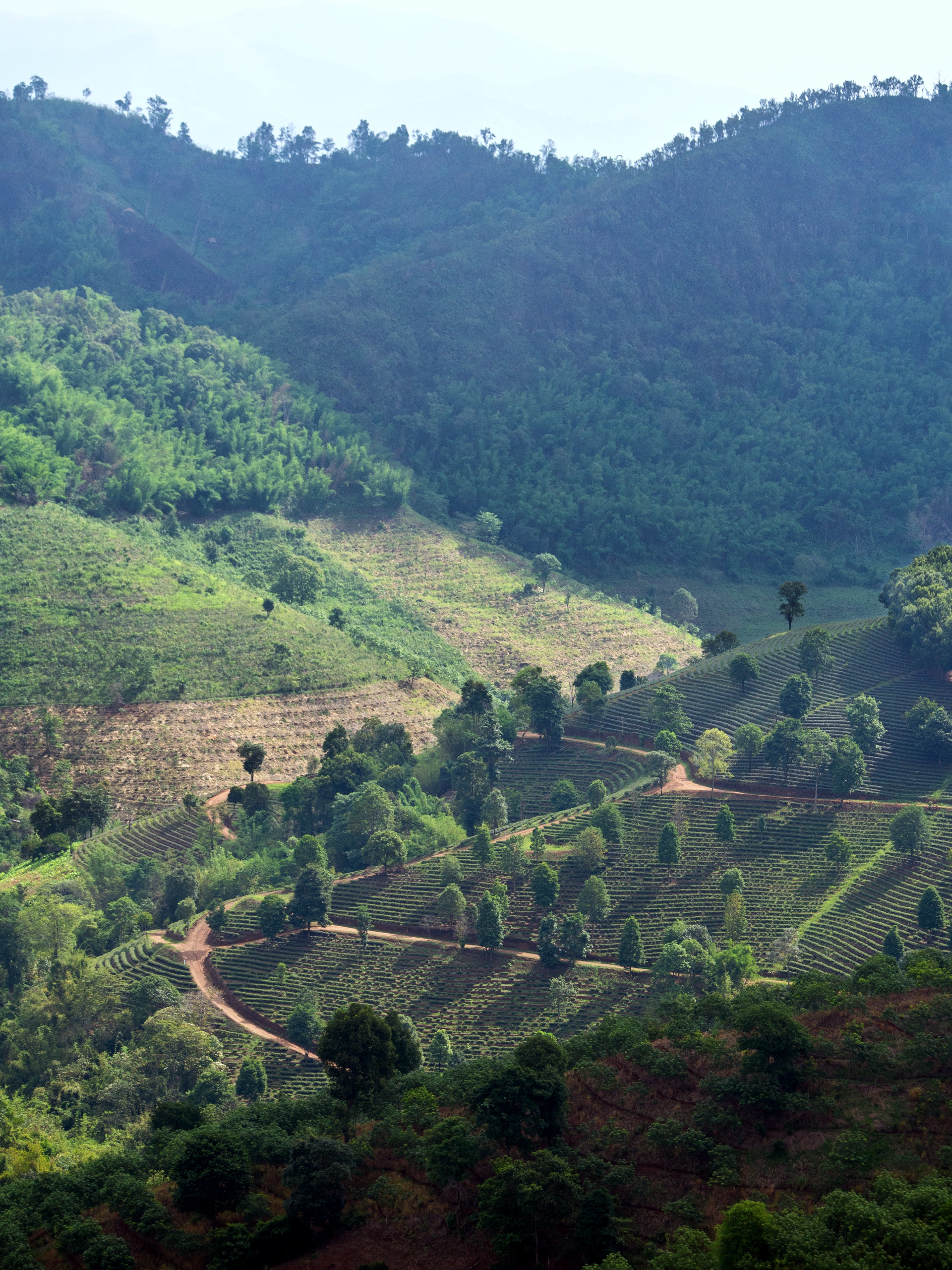
Đồi trà quang làng.

Mae Salong là một làng trên đỉnh núi ở huyện Mae Fa Luang của tỉnh Chiang Rai, Thái Lan, cách Chiang Rai khoảng 80 km. Mae Salong nằm trên đỉnh cao nhất của dãy núi Doi Mae Salong, ở độ cao 1.134 m so với mực nước biển. Nơi đây có khí hậu giống như vùng núi cao, không khí trong lành mát mẻ quanh năm và thời tiết lạnh vào mùa đông từ tháng 11 đến tháng 2. Có thể đến Mae Salong qua hai tuyến đường — Tuyến 1130 từ Ban Basang và Tuyến 1234 từ phía nam, trước đây khi đường chưa được trải nhựa thì chỉ có thể đến bằng ngựa thồ.
Mae Salong từ lâu đã là nơi sinh sống của nhiều dân tộc miền núi như Akha, Dao, Karen và Hmong có nguồn gốc từ miền nam Trung Quốc và Myanmar. Mỗi dân tộc có ngôn ngữ riêng và tuân theo các phong tục và tập quán thuyết vật linh. Người Hoa sống giữa cư dân bản địa và chiếm phần lớn trong số 20.000 cư dân của Mae Salong.

## Điểm nhấn

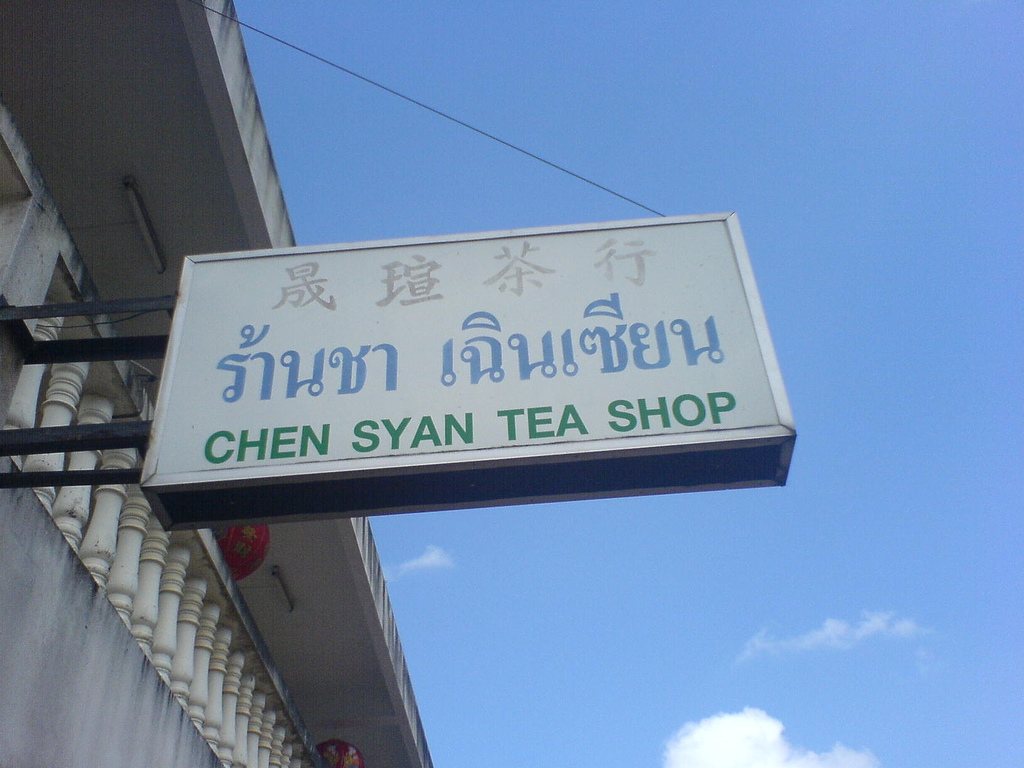
Quán trà tại Mae Salong

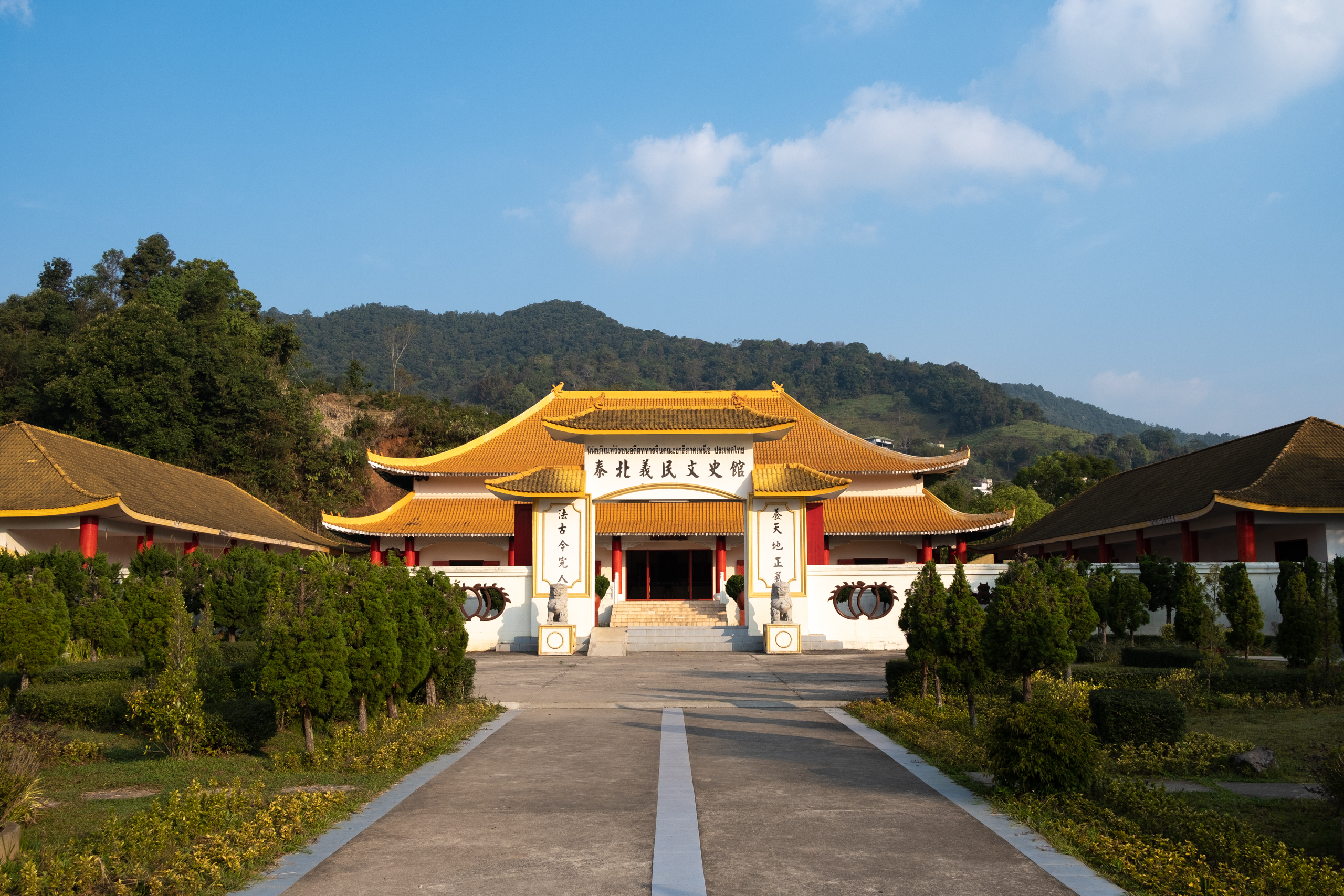
Nhà tưởng niệm liệt sĩ

Trà ô long núi cao là một sản phẩm nổi tiếng tại Mae Salong, chiếm khoảng 80% tổng sản lượng trà ở tỉnh Chiang Rai. Tỉnh này sản xuất khoảng 200 tấn trà mỗi năm. Khu vực có điều kiện khí hậu và đất đai phù hợp để trồng trà ô long chất lượng cao, loại trà này được trồng ở độ cao từ 1.200 đến 1.400 m. Năm 2005, Mae Salong được Bộ Du lịch và Thể thao chọn là làng du lịch OTOP ("mỗi xã một sảm phẩm") nhằm ghi nhận loại trà ô long hảo hạng tại nơi này. Mục tiêu là kích thích nền kinh tế địa phương, tăng số lượng khách du lịch và phát triển các sản phẩm và dịch vụ của Thái Lan. Các chuyên gia Đài Loan làm việc cùng những người nông dân địa phương tại các nhà máy chế biến trà, sản xuất ra loại trà chất lượng cao cho thị trường trong nước và xuất khẩu. Số lượng vườn trà trong làng đã tăng đáng kể kể từ giữa thập niên 1990.
Từ 28 tháng 12 đến 2 tháng 1 hàng năm, Mae Salong tổ chức lễ hội hoa anh đào thường niên. Lễ hội tôn vinh văn hóa của người dân tộc thiểu số vùng đồi núi khu vực Chiang Rai, bao gồm hoạt động bán đồ thủ công mỹ nghệ, một chương trình biểu diễn ánh sáng và âm thanh, một cuộc diễu hành của người dân tộc thiểu số và một cuộc thi sắc đẹp.
Tướng Đoàn Hi Văn mất năm 1980, và được chôn cất trong một ngôi mộ giống như chùa trên đỉnh đồi cao 300 mét. Từ trên đỉnh này có thể nhìn toàn cảnh ngôi làng. Làng có một công trình tưởng niệm những binh sĩ Quốc dân Đảng hy sinh trong cuộc chiến chống lại chủ nghĩa cộng sản, có các bài vị bằng gỗ khắc tên những người đã chết đặt trên một bàn thờ trong tòa nhà chính. Công trình được xây dựng theo phong cách giống đền thờ lớn của Trung Quốc, giống như Đền Liệt sĩ Cách mạng Quốc dân tại Đài Bắc. Công trình cũng trưng bày các hiện vật mô tả cuộc đấu tranh của những binh sĩ Quốc dân Đảng và sự phát triển của thung lũng Doi Mae Salong.
Tháp Phra Boromathat được xây dựng trên một ngọn đồi gần làng nhằm vinh danh cố Thái hậu Srinagarindra. Du khách đứng trên đỉnh sẽ có tầm nhìn tuyệt đẹp ra biên giới Myanmar, nhìn ra một khu vực từng bị cấm vào thời lãnh chúa Khun Sa.